# Wynter Gordon
Diana 'Wynter' Gordon (nogle steder omtalt Gordon Wynter) (født 25. august 1985) er en amerikansk sangskriver og sangerinde. Hun blev mest kendt for sin medvirken på Flo Ridas nummer Sugar, eller som vokalen på David Guettas nummer Toyfriend. En af hendes nyeste hits hedder Dirty Talk. 

## Livet
Wynter blev født i New York i et fattigt kvarter i bydelen Queens. Hun var en af en børneflok på 7, der boede i et 2-værelses hus. Hendes far var meget fraværende i hendes barndom, familien var meget plaget af misbrug. Hun opdagede allerede tidligt i hendes teenage-år hendes talent og blev senere optaget på LaGuardia High School for Performing Arts. I en alder af 12 år valgte hun at skrive sin første sang, "Daddys Song". Dette nummer er meget personligt for Wynter og det skulle efter sigende have bragt nogle af producernelederne på Atlantic Records, til tårer. 

## Studiobiografi

### Studio albums
- With the Music I Die (Marts 2011)

### Mixtapes
- The Trouble with Wynter

### Singler
| År   | Titel                          | Hitliste position | Hitliste position | Hitliste position | Album                |
| År   | Titel                          | US Dance          | AUS               | DA                | Album                |
| ---- | ------------------------------ | ----------------- | ----------------- | ----------------- | -------------------- |
| 2010 | "Dirty Talk"                   | 1                 | 1                 | 33                | With the Music I Die |
| 2011 | "Putting It Out There (Pride)" | –                 | –                 | –                 | With the Music I Die |